# James Blunt
James Hillier Blount, noto come James Blunt (Tidworth, 22 febbraio 1974), è un cantautore, musicista ed ex militare britannico.
Dopo aver firmato un contratto con l'etichetta statunitense Custard Records, ha raggiunto notorietà internazionale nella metà degli anni duemila, arrivando in vetta alla classifica dei singoli più venduti negli Stati Uniti d'America con il brano You're Beautiful. Il suo stile unisce musica pop, folk e rock melodico. Oltre a cantare, Blunt è autore e polistrumentista: tra gli strumenti che suona vi sono il pianoforte, la chitarra, l'organetto e il mellotron.
Nel corso della sua carriera ha venduto 20 milioni di album e 23 milioni di singoli nel mondo. Il suo album di debutto, Back to Bedlam, certificato undici volte disco di platino dalla BPI, è annoverato tra gli album più venduti nel Regno Unito, oltre a risultare il disco più venduto nel Paese negli anni duemila.

## Biografia
Nasce a Tidworth, nella contea di Wiltshire, il 22 febbraio 1974. Dopo gli studi superiori alla Harrow School, frequenta i corsi di ingegneria aerospaziale e sociologia presso l'Università di Bristol, per poi dedicarsi, a partire dal 1998, alla formazione militare e completare il suo iter alla Reale accademia militare di Sandhurst. Sempre presso l'Università di Bristol otterrà, nel 2016, la laurea honoris causa. Il padre di James, Charles, era colonnello nell'Army Air Corps, con una tradizione di servizio nell'esercito diffusa in tutta la famiglia.

### Carriera militare
Blunt diventa ufficiale presso il Life Guards Regiment, parte della Household Cavalry all'interno dell'esercito inglese. Raggiunge il grado di capitano e serve come ufficiale di unità corazzate da ricognizione nella guerra in Kosovo. È durante questa operazione che scrive la canzone No Bravery.
Nel giugno del 1999 è il primo ufficiale a entrare nella capitale kosovara Pristina, al comando di un reparto da ricognizione, in preparazione dell'ingresso del contigente NATO composto da 30 000 uomini. Secondo un'intervista dello stesso Blunt alla BBC del novembre del 2010, in quell'occasione si rifiutò di sopraffare un contingente di 200 soldati russi che bloccavano una pista d'atterraggio, contravvenendo a un ordine del generale Wesley Clark; a tal proposito, il cantante ha dichiarato di aver sventato una potenziale terza guerra mondiale.
In tutto resta nell'esercito per 6 anni, prestando servizio tra l'altro al funerale della Regina Madre il 9 aprile del 2002.

### Carriera musicale

#### Back to Bedlame il successo internazionale (2003–2006)
Un anno dopo aver lasciato l'esercito, Blunt firma il suo primo contratto discografico con la Custard Records grazie all'interesse di Linda Perry: la produttrice ascolta per caso un nastro promozionale di Blunt durante una visita a Londra e poco dopo lo sente esibirsi al South by Southwest Music Festival. La sera stessa gli propone l'offerta, che Blunt accetta nel giro di pochi giorni.
Il suo singolo d'esordio, High, e quello successivo, Wisemen, ottengono un buon riscontro da parte del pubblico. Tuttavia, è solo con il terzo singolo, You're Beautiful, che Blunt raggiunge il successo internazionale: la canzone esordisce al 12º posto fra i singoli nel Regno Unito e arriva presto in testa, trascinando il disco d'esordio Back to Bedlam, registrato tra il 2003 e il 2004 e pubblicato nell'ottobre di quell'anno, al primo posto nella classifica degli album più venduti, scalzando X&Y dei Coldplay.
Dopo il successo in Gran Bretagna, arriva anche quello negli altri Paesi, tra i quali l'Italia, dove il suo pezzo High viene utilizzato come colonna sonora per gli spot della compagnia telefonica Vodafone. Intanto, dal disco (nel quale è presente una personale dedica all'opera di Jim Morrison, So Long, Jimmy) vengono estratti altri due singoli: il successo Goodbye My Lover e No Bravery.
Successivamente, James Blunt sbarca negli Stati Uniti: il 3 dicembre 2005 è ospite del Saturday Night Live e l'8 marzo 2006 viene intervistato e suona You're Beautiful e Goodbye My Lover all'Oprah Winfrey Show. L'album ottiene un ottimo riscontro negli Stati Uniti, accrescendo la notorietà del cantautore, e il singolo You're Beautiful si piazza in cima alla Billboard Hot 100 statunitense.
Nel gennaio del 2006 parte il Back to Bedlam Tour e, per tutto l'anno, l'artista è impegnato in concerti in Europa, Stati Uniti, Australia e Giappone. L'album vende nei primi tre anni oltre undici milioni di copie e consente al cantautore di aggiudicarsi due Brit Award, due MTV Video Music Awards, un MTV Europe Music Award come migliore esordiente e ben cinque nomination ai Grammy Award.
Sempre nel 2006 esce in formato CD/DVD l'album dal vivo Chasing Time: The Bedlam Sessions.

#### All the Lost Souls, il secondo album (2007–2009)
Il 7 luglio 2007 James Blunt è presente al Live Earth al Wembley Stadium di Londra, suonando, oltre a pezzi del suo repertorio musicale, una cover di Cat Stevens, Wild World.

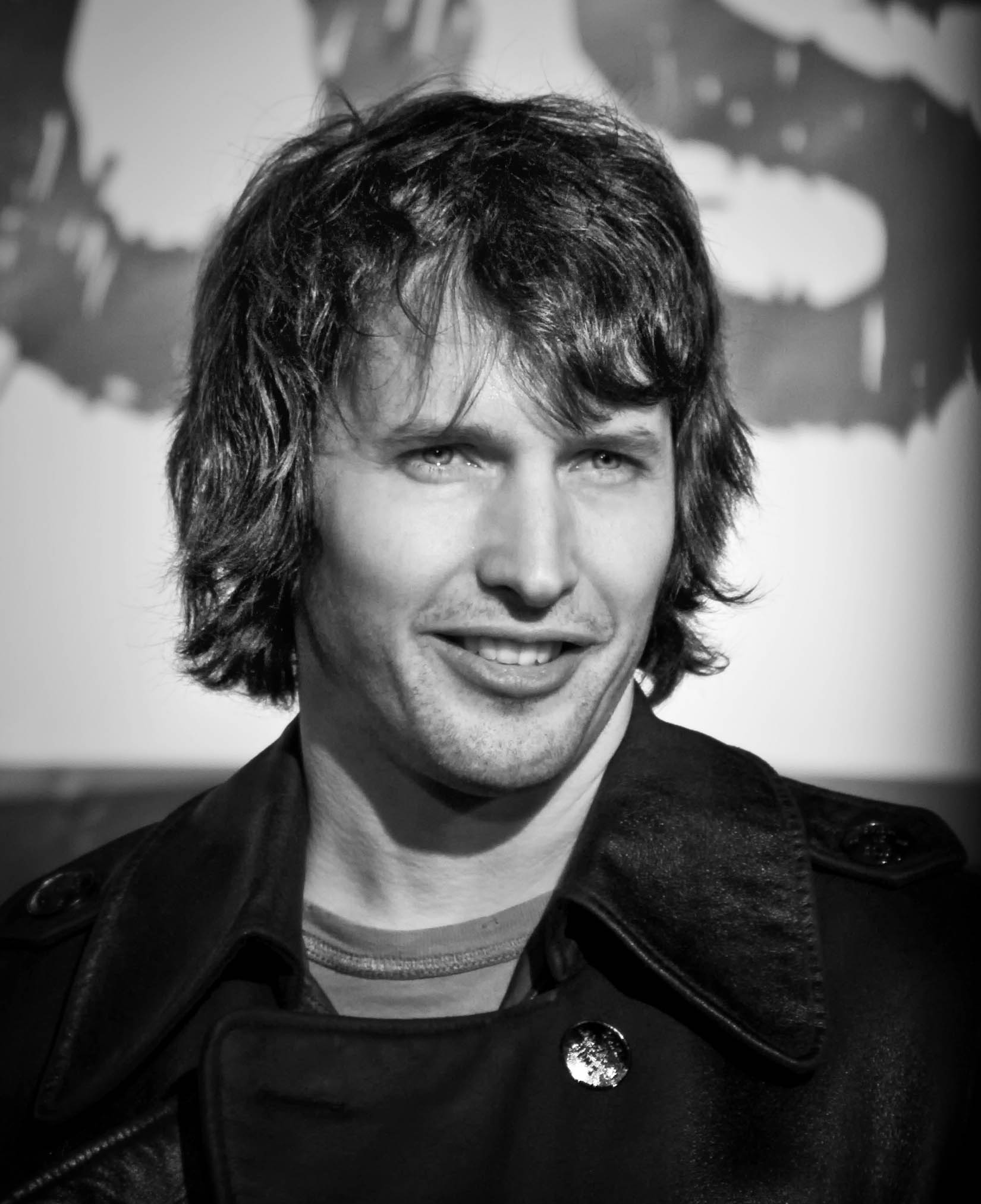
James Blunt nel 2008

Il secondo album in studio di James Blunt, All the Lost Souls, esce il 17 settembre 2007 in tutto il mondo, dove vende oltre tre milioni e mezzo di copie, di cui 650 000 soltanto nel Regno Unito. Blunt è autore della gran parte delle canzoni del disco, scritte nella propria casa di Ibiza, nell'inverno fra il 2006 e il 2007.
Cinque delle dieci canzoni presenti nell'album erano già state eseguite durante il Back to Bedlam Tour, per poi essere riprese e affinate nelle registrazione in studio.
Il primo singolo estratto da All the Lost Souls è 1973, una ballata ispirata dalle notti a Ibiza al club Pacha. Il singolo raggiunge la numero 1 in sette diverse nazioni e il primo posto nella classifica europea, oltre a figurare nella top 10 in ventinove diversi Paesi. Dal disco vengono estratti tra il 2007 e il 2008 altri tre singoli: Same Mistake, Carry You Home e I Really Want You, di cui i primi due di maggiore spicco, oltre al già citato 1973. L'album viene inoltre promosso attraverso un secondo tour mondiale, terminato nel 2009.
A cavallo tra il 2007 e il 2008 pubblica il singolo Je réalise con il rapper francese Sinik e sempre nel 2008 incide il singolo Primavera in anticipo (It Is My Song) (uscito il 2 gennaio 2009) duettando con Laura Pausini, contenuto nell'album omonimo dell'artista italiana, nonché nella versione deluxe di All the Lost Souls, da cui viene estratto il singolo Love, Love, Love.

#### Some Kind of Trouble(2010–2012)
Agli inizi di novembre 2010 esce Some Kind of Trouble, terzo disco in studio di James Blunt, che debutta alla numero 4 della classifica britannica degli album, con 100 000 copie vendute nella prima settimana. Il primo singolo è Stay the Night, brano che segna la top 10 nelle principali classifiche europee, seguito poi da So Far Gone, accolto con meno entusiasmo. Oltre ai già citati, l'album frutta i singoli If Time Is All I Have, I'll Be Your Man e Dangerous, e al 2011 vende oltre un milione di copie nel mondo.
Il 22 ottobre 2012, in occasione dell'apertura del Night Club Barbarella, nel quartiere di Fulham, a Londra, dichiara: “Voglio prendere del tempo per me stesso. Non ho, in futuro, il progetto di scrivere altre canzoni. Voglio passare più tempo nella mia casa a Ibiza”. Tre giorni dopo la notizia è smentita dallo stesso cantautore, che spiega il malinteso: Blunt aveva dichiarato di voler trascorrere un periodo di pausa a Ibiza, senza abbandonare la musica per sempre. Fa anzi intendere di essere stanco dopo il suo tour mondiale (in supporto alla promozione del terzo disco) e che la pausa gli sarà utile per scrivere il suo prossimo album.

#### Moon LandingeI'll Take Everything(2013–2015)
Il 15 luglio 2013 Blunt rivela, attraverso la sua Newsletter, che il suo quarto album si chiamerà Moon Landing. Il disco esce il 18 ottobre dello stesso anno, mentre in Italia il 22 seguente.
Al suo interno si annuncia l'ulteriore collaborazione con Ryan Tedder degli OneRepublic, che avevano già lavorato con lui nello scrivere il brano Stay the Night.
Il primo estratto, Bonfire Heart, viene trasmesso dal 29 luglio 2013 in radio, per poi essere disponibile su iTunes i giorni seguenti. Successivamente viene pubblicato il secondo estratto Heart to Heart, disco di platino in Italia, così come per il precedente singolo, mentre il terzo estratto, Postcards, esce nell'aprile 2014 e riscuote minore successo. L'album nel complesso registra esiti positivi, vendendo oltre 300 000 copie nel Regno Unito, dove viene certificato disco di platino.
Il 18 marzo 2014 si esibisce al Mediolanum Forum di Assago, registrando il tutto esaurito: per l'occasione apre il concerto la cantante austriaca Anna F. Per il periodo estivo sono in programma cinque date in Italia del suo nuovo tour: Bolzano, Piazzola, Roma, Mantova e Taormina.
Il 15 settembre 2014 viene annunciata la ristampa del suo quarto album Moon Landing, nell'edizione Special Apollo Edition: ne fa parte il singolo inedito When I Find Love Again. La riedizione esce in Italia il 4 novembre seguente.
L'anno successivo, il 4 settembre 2015, viene pubblicato il primo box set della carriera dell'artista, nel quale sono contenuti tutti i suoi album per intero con alcune tracce bonus, dal titolo I'll Take Everything (The Platinum Collection), distribuito però soltanto in Australia.

#### The Afterlovee le collaborazioni con i deejay (2016–2019)

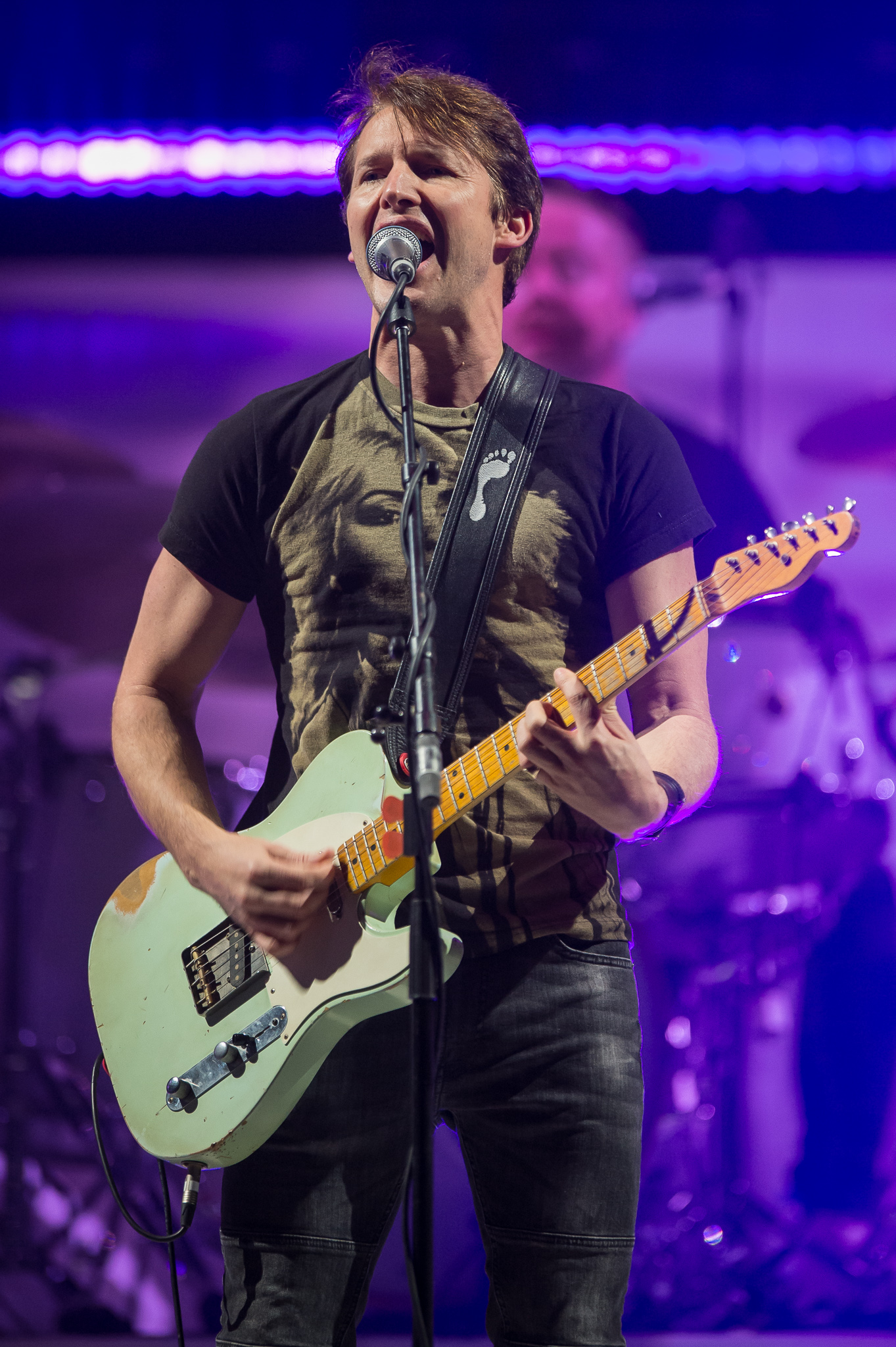
James Blunt in concerto nel 2017

Durante tutto il 2016 l'artista registra il suo quinto album in studio, dal titolo The Afterlove, uscito in Italia e nel mondo il 24 marzo 2017. Il primo singolo, Love Me Better, viene pubblicato il 27 gennaio di quell'anno, giorno in cui l'album diviene preordinabile online. Sempre a gennaio, Blunt annuncia il suo tour europeo in supporto al nuovo disco che lo occuperà per tutto il 2017: sono previste anche tre date italiane, il 12 novembre a Roma, il 13 novembre a Firenze e il 14 novembre a Milano. Un secondo singolo, Bartender, esce a marzo. L'album, tuttavia, registra bassi consensi paragonato ai precedenti dischi del cantautore, ottenendo una certificazione soltanto nel Regno Unito, dove vince il disco d'argento.
Dal 2017 inizia a collaborare alla produzione di brani di genere dance ed elettronica: in quell'anno collabora con Robin Schulz al singolo OK, mentre nel 2018 partecipa alla realizzazione del brano Melody in collaborazione con Lost Frequencies, uscito il 27 aprile. Nel 2019, inoltre, viene pubblicato il singolo Walk Away inciso insieme a Alle Farben.

#### Once Upon a Minde il primogreatest hits(2019–2022)
Il 30 agosto 2019 esce il nuovo singolo Cold che anticipa l’uscita del suo sesto album in studio Once Upon a Mind, che Blunt pubblica il 25 ottobre dello stesso anno. Dall'album, disco d'oro nel Regno Unito, vengono estratti, a cavallo tra il 2019 e il 2020, altri sei singoli, tra cui Monsters, dedicato al padre affetto da una grave malattia,  e The Greatest, legato ad un’iniziativa benefica riguardante l’emergenza sanitaria causata dalla pandemia di COVID-19.
Nel 2021 è la volta del singolo Love Under Pressure, come primo estratto dal greatest hits The Stars Beneath My Feet (2004-2021), in uscita a novembre dello stesso anno. La raccolta, la seconda della carriera del cantautore e la prima composta dai maggiori successi, contiene quattro nuovi brani, di cui due vengono estratti come singoli: il già citato Love Under Pressure e Unstoppable, pubblicato il 29 ottobre 2021. 
Il progetto discografico viene accompagnato da un tour che parte nel Regno Unito nel febbraio 2022. Nello stesso mese viene reso disponibile un ulteriore singolo, Adrenaline, uscito anche nella versione in duetto con la partecipazione del cantante cinese Jason Zhang.

#### Who We Used to Bee i vent'anni di carriera (2023–presente)
Il 2 agosto 2023 Blunt annuncia l'uscita del suo settimo album in studio, Who We Used to Be, la cui pubblicazione avviene il 27 ottobre 2023. Il disco è anticipato dall'uscita del singolo di lancio Beside You, disponibile dallo stesso 2 agosto, e da altri due singoli: All the Love That I Ever Needed, pubblicato il 22 settembre (in Italia debutta in radio nel febbraio 2024), e The Girl That Never Was, uscito il 4 ottobre.
Nella stessa data di pubblicazione dell'album esce anche il libro di Blunt Loosely Based on a Made-Up Story. Segue un tour di supporto al disco.
L'11 ottobre 2024, in occasione del ventesimo anniversario dall'uscita del disco d'esordio Back to Bedlam, Blunt pubblica una speciale riedizione dell'album con all'interno le tracce rimasterizzate e le demo inedite delle stesse. L'opera viene promossa con una tournée celebrativa dei vent'anni di carriera che parte l'11 febbraio 2025 a Belfast. Nella primavera dello stesso anno collabora con il DJ australiano Cyril nel brano Tears Dry Tonight.

## Vita privata

James Blunt insieme alla moglie Sofia Wellesley nel 2013

James Blunt vive a Ibiza dove si è trasferito acquistando una villa da 2,5 milioni di euro, e dove ha scritto il suo secondo, terzo e quarto album. Ha anche una casa a Verbier dove possiede anche un ristorante. Dal 2014 è sposato con l'avvocata londinese Sofia Wellesley, nipote del duca di Wellington Arthur Wellesley, dalla quale ha avuto due figli.

## Discografia

### Album in studio
- 2004 – Back to Bedlam
- 2007 – All the Lost Souls
- 2010 – Some Kind of Trouble
- 2013 – Moon Landing
- 2017 – The Afterlove
- 2019 – Once Upon a Mind
- 2023 – Who We Used to Be

### Album dal vivo
- 2006 – Chasing Time: The Bedlam Sessions
- 2008 – Les Sessions Lost Souls
- 2011 – Trouble Revisited (DVD)
- 2014 – Moon Landing: Special Apollo Edition "Live from Paleo"

### Raccolte
- 2015 – I'll Take Everything (The Platinum Collection) (solo in Australia)
- 2021 – The Stars Beneath My Feet (2004-2021)

## Tournée
Come artista principale
- 2005/06 – Back to Bedlam World Tour
- 2008/09 – All the Lost Souls Tour
- 2011/12 – Some Kind of Trouble Tour
- 2014/15 – Moon Landing World Tour
- 2017/18 – The Afterlove Tour
- 2020/22 – Once Upon a Mind Tour
- 2022 – The Stars Beneath My Feet Tour
- 2024 – Who We Used to Be Tour
- 2025 – Back to Bedlam 20th Anniversary Tour

Come artista d'apertura
- 2004 – 2004 Tour di Elton John
- 2004 – The Secret Migration Promo Tour dei Mercury Rev
- 2004 – Peachtree Road Tour di Elton John
- 2005 – Fall Tour 2005 di Jason Mraz
- 2008 – 2008 Summer Tour di Sheryl Crow
- 2017 – ÷ Tour di Ed Sheeran

## Riconoscimenti
- BRIT Awards
  - 2006 – Cantante maschile britannico
  - 2006 – Miglior artista pop solista
  - 2006 – Candidatura alla Rivelazione britannica
  - 2006 – Candidatura al MasterCard British album per Back to Bedlam
  - 2006 – Candidatura al Singolo dell'anno per You're Beautiful
  - 2008 – Candidatura al Singolo dell'anno per 1973
- BT Digital Music Awards
  - 2005 – Miglior artista pop
- Echo Awards
  - 2006 – Miglior esordiente internazionale
  - 2008 – Miglior artista internazionale maschile
- Fonogram Awards
  - 2014 – Album o registrazione dell'anno (pop/rock) per Moon Landing
- Grammy Awards
  - 2007 – Candidatura al Miglior artista esordiente
  - 2007 – Candidatura alla Registrazione dell'anno per You're Beautiful
  - 2007 – Candidatura alla Canzone dell'anno per You're Beautiful
  - 2007 – Candidatura alla Miglior interpretazione vocale pop maschile per You're Beautiful
  - 2007 – Candidatura al Miglior album pop vocale per Back to Bedlam
- Ivor Novello Awards
  - 2006 – Opera più eseguita e hit internazionale dell'anno per You're Beautiful
- LOS40 Music Awards
  - 2006 – Candidatura al Miglior artista rivelazione
- MTV Australia Awards
  - 2006 – Canzone dell'anno per You're Beautiful
  - 2006 – Candidatura al Miglior artista maschile
- MTV Europe Music Awards
  - 2005 – Miglior artista rivelazione
  - 2005 – Candidatura al Miglior artista UK e Irlanda
  - 2005 – Candidatura alla Miglior canzone per You're Beautiful
- MTV Video Music Awards
  - 2006 – Miglior video di un artista maschile per You're Beautiful
  - 2006 – Miglior fotografia per You're Beautiful
  - 2006 – Candidatura al Miglior artista esordiente
- NME Awards
  - 2006 – Worst Album per Back to Bedlam
  - 2011 – Candidatura al Best Band Blog or Twitter
- NRJ Music Awards
  - 2006 – Rivelazione internazionale dell'anno
- Q Awards
  - 2005 – Miglior nuovo artista
  - 2005 – Candidatura alla Migliore traccia per You're Beautiful
  - 2005 – Candidatura al Miglior album per Back to Bedlam
- Teen Choice Awards
  - 2006 – Miglior artista maschile
  - 2006 – Candidatura al Miglior artista emergente uomo
  - 2006 – Candidatura al Miglior singolo per You're Beautiful
  - 2006 – Candidatura alla Miglior canzone d'amore per You're Beautiful
- Virgin Media Music Awards
  - 2011 – Hottest Male
- World Music Awards
  - 2006 – World's Best Selling New Artist
  - 2006 – Best Selling U.K. Artist